# アケイライ
アケイライ (Achaierai) は、テーブルトークRPG『ダンジョンズ&ドラゴンズ』 (D&D) に登場する架空のモンスターで、アケロンから来た鳥のような外見の侵略者である。

## 掲載の経緯
アケイライはモンスター集『Fiend Folio』（1981、未訳）にて初めて登場した。考案者はロジャー・ミュッソン (Roger Musson)。
アドバンスト・ダンジョンズ&ドラゴンズ (AD&D) 第2版では『Fiend Folio』のモンスターを再掲載した『Monstrous Compendium Fiend Folio Appendix』（1992、未訳）に登場した。また、プレーンスケープ世界のサプリメント、『Planes of Law』（1995、未訳）にも登場した。
D&D第3版および第3.5版では『モンスターマニュアル』（2000、2003）に登場。D&Dにおける悪の定義を示したサプリメント『Book of Vile Darkness』（2002、邦題『不浄なる暗黒の書』）ではアケイライの吐く毒雲を魔法とした“クラウド・オブ・ジ・アケイライ”（アケイライの雲）なる呪文が紹介された。
D&D第4版、およびD&D第5版には未登場。

### パスファインダーRPG
D&D3.5版のシステムを継承するパスファインダーRPGにてアケイライは『Bestiary 2』（2011、未訳）に登場している。

## 肉体的な特徴
アケイライの体高は15フィート（約7.5m）、体重は750ポンド（約340kg）ほどである。
外見は細長い4本足に支えられたキーウィのような飛べない鳥である。身体のほとんどがインコの頭のような丸い図体をしている。羽毛の色は茶色から赤までの間。退化した羽根は脂ぎった羽毛に埋もれている。嘴と爪は黒く、金属のように光っている。

## 生態
アケイライは地獄（D&Dではアケロン、パスファインダーではヘル）を棲み家とする狡猾な捕食者である。
アケイライは普段、迷い込んだ亡者や下級のデヴィルを相手に狩りを行う。アケイライは見かけよりずっと知性的で、集団で獲物を取り囲み、相手が苦しむ様を存分に楽しむ。彼らは1日に大量の食事が必要で、狩りの対象がいなければ腐肉を漁り、共食いすら行う。地獄の戦場には戦死者を捕食するためにアケイライがハゲワシのように群がっている。彼らの属性はデヴィルと同じ“秩序にして悪”である。
地上世界に出没するアケイライは過去に邪悪な魔道士によって召喚された個体である。アケイライは繁殖を行わないが非常に長寿であり、最初に召喚された個体が活動している。彼らは召喚者の命令を未だ遵守しており、地下深くを彷徨っている。ドラウなど地下世界に暮らす種族はアケイライの襲撃を恐れている。
パスファインダーの世界では、アケイライのような来訪者は食事を取る必要がなく、悪魔的な嗜虐のために獲物を狩る。 
戦闘になれば、アケイライは鋭い爪で相手を切り裂いたり、嘴でついばんだりする。攻撃を与えては離脱する戦法を好む。
また、アケイライは1日に3度ほど、毒性の強い黒煙を吐き出すことができる。この黒い雲はアケイライ以外の生物を窒息させ、その精神を混乱させることができる。アケイライはこの雲を無作為にばらまくことも、煙幕のような使い方をすることもある。

## コンピュータゲームでのアケイライ
『ザナドゥ』
アチャイライの名で登場。モンスターのデザインにAD&D第1版が大きく影響している。
『ドラゴンクエストIII そして伝説へ…』
アカイライの名で登場。こちらは2本足である。
『Kingdom Conquest』
2014年7月31日にサービス終了。現在は続編『Kingdom Conquest II』にもアケイライも登場しているが、2017年8月31日にサービス終了。